# 巨椋池
巨椋池（おぐらいけ）は、京都府の南部、現在の京都市伏見区・宇治市・久世郡久御山町にまたがる場所にかつて存在した池。規模からいえば池よりも「湖」と呼ぶ方がふさわしく、現在「池」と呼んでいる最大の池である湖山池よりも広かった。
形成されたのは縄文前期頃と比較的新しく、それより古い時代に存在した山城湖の名残でできたものではない。
巨椋の名称は、そのほとりを拠点とした巨椋氏一族に由来するとも言われている。後述するように『万葉集』の頃から「巨椋の入り江」と呼ばれて知られる場所であった。
豊臣秀吉による伏見城築城期の築堤をはじめとする土木工事などにより時代によって姿を変え、最終的には1933年（昭和8年）から1941年（昭和16年）にかけて行われた干拓事業によって634haの農地に姿を変えた。干拓前の巨椋池は周囲約16キロメートル、水域面積約8平方キロメートルで、当時京都府で最大の面積を持つ淡水湖であった。

干拓前の巨椋池の空中写真

## 巨椋池の姿の変遷
巨椋池の形態に大きな変化を与えた事業によって、いくつかの段階に分けて考えることができる。

### 古代から秀吉の伏見築城期まで
宇治川が京都盆地に流れ込むところは、京都盆地の中でも最も低いところに位置しており、琵琶湖から流れ出る唯一の河川である宇治川は、京都盆地へ流入する宇治から、京都盆地の西端にあった木津川、桂川との合流点の上流側にかけて広大な遊水池を形成していた。これがこの時代の巨椋池である。
平安京と平城京の間に位置しており、古代、中世を通じて、水上交通の中継地として大きな役割を果たした。また陸上交通は、巨椋池を避けるように盆地の外縁部を通っていた。
巨椋池の東側には多くの島州が形成されていた。現在も残る槇島や向島や中書島などの地名はそれらが巨椋池の水面に浮かぶ島々だったことに由来する。またこれらを一望にする景勝地は貴族の別荘として、宇治には藤原頼通によって平等院が、指月の丘（現在の桃山丘陵南麓）には頼通の子・橘俊綱によって伏見山荘が営まれた。

### 秀吉の伏見築城期から明治まで

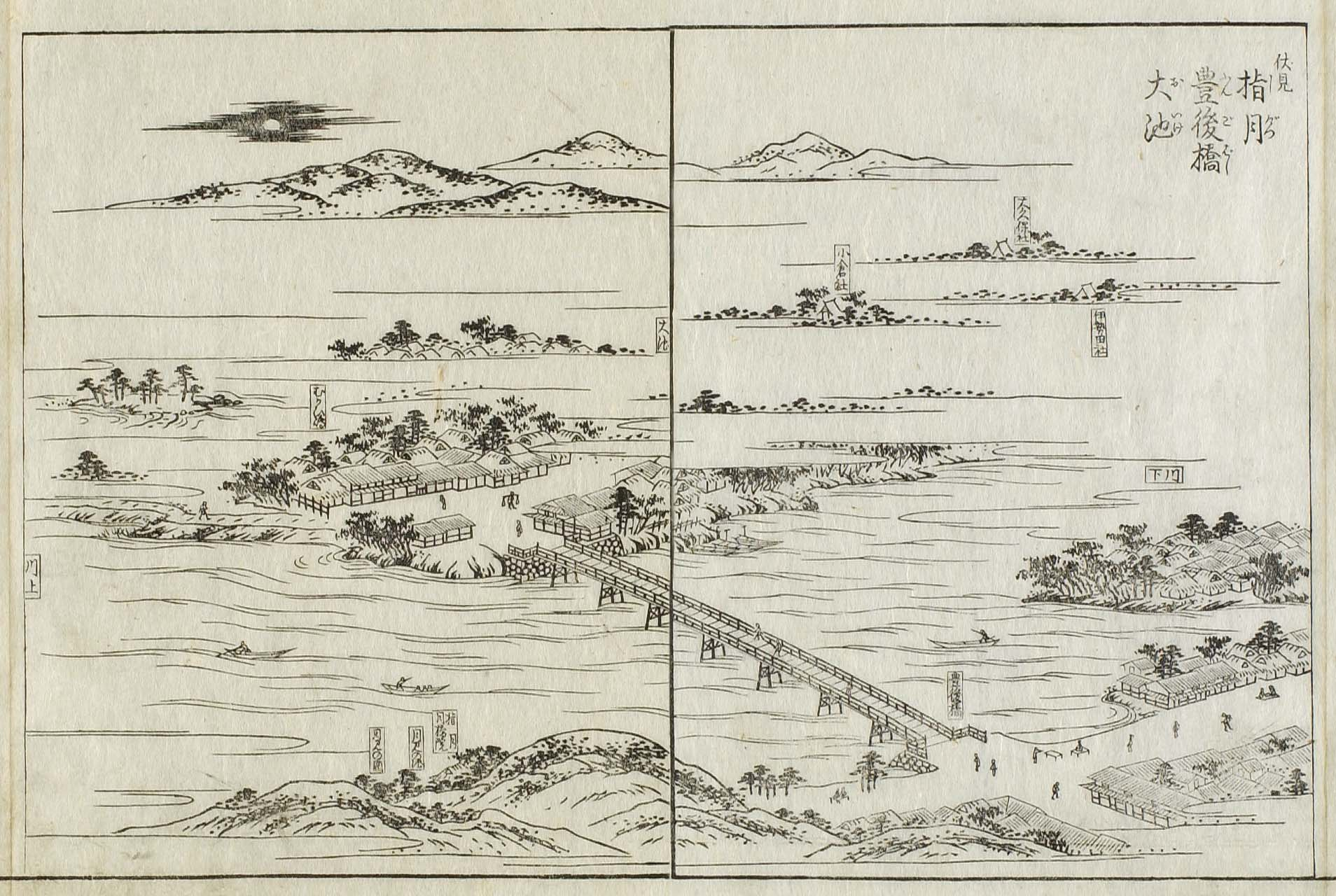
江戸時代の巨椋池（『都名所図会』1780年）

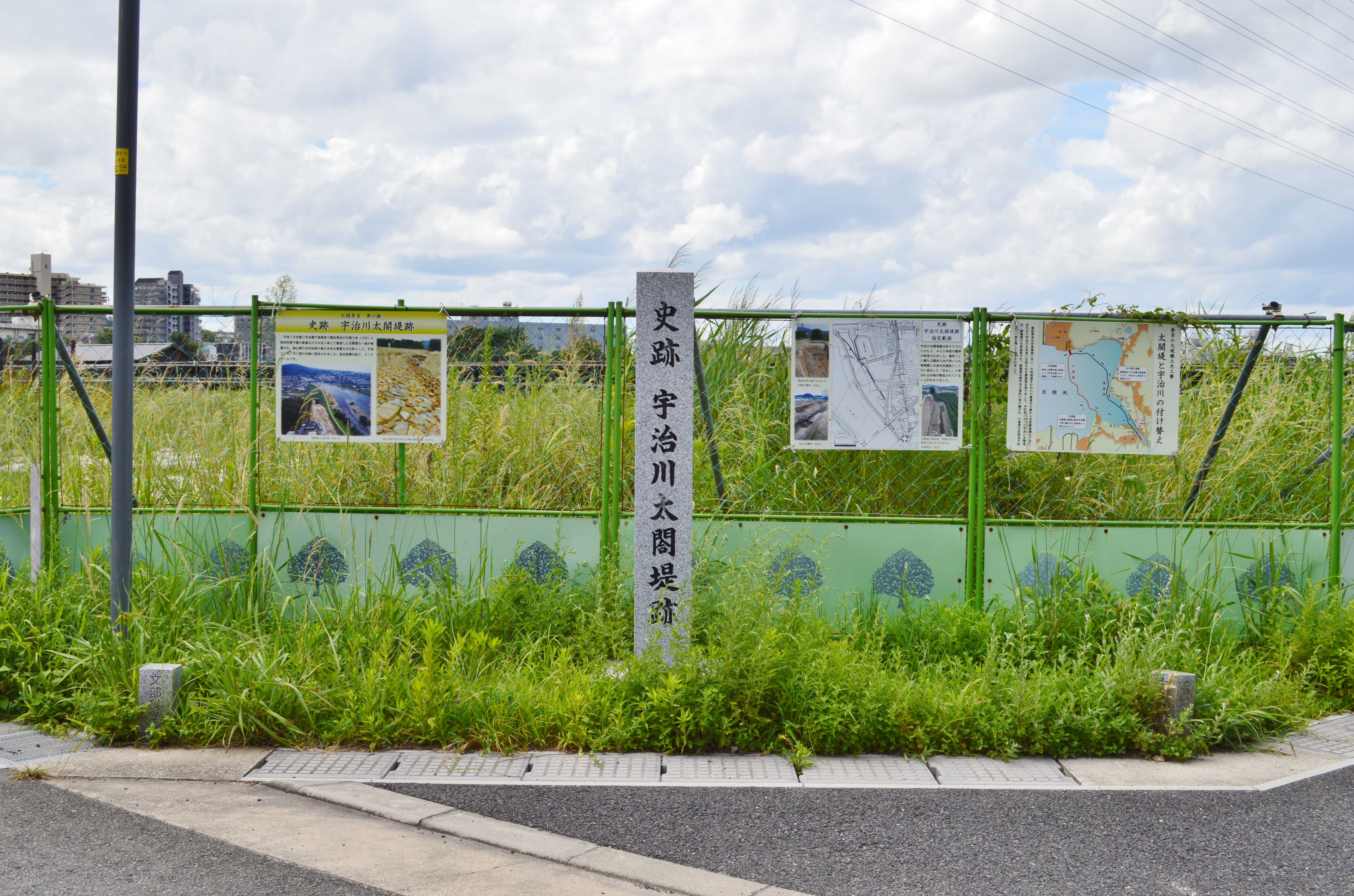
宇治川太閤堤跡碑

天下統一を果たした豊臣秀吉は、晩年伏見城を築城し伏見に居を移した。それに伴い宇治川（巨椋池）に堤防を築き、河川改修を行った。代表的なものは以下の3件で太閤堤とも呼ばれている。
槇島堤の造築
宇治橋下流で巨椋池に直接流れ込んでいた宇治川を、槇島堤によって分離、新たに出来た宇治川の流路は伏見城下に導かれ城の外濠の役割を果たすとともに、水位を上げたことにより城下に港の設置を可能にした。これによって、秀吉が設けた二つの城、大坂城と伏見城を水運で結ぶこととなり、政治都市伏見の繁栄を招いた。築造には前田利家が当たったと伝え、当時は左岸側のみが築造されたと考えられている。このことにより右岸側には洪水の危険をもたらすこととなった（実際、のちに木幡池など多くの池沼が右岸側に生まれた）。槇島堤は宇治堤とも呼ばれた。近年宇治市により宇治橋下流右岸で桃山期の堤の跡が発掘された。市では国の補助も受けて「宇治川太閤堤跡」として付近一帯を整備している。
淀堤の造築
伏見から納所（現・京都市伏見区）に向けて宇治川の右岸に堤防を築き、宇治川の流路を定めた。これによって、横大路沼（よこおおじぬま、現在の伏見区横大路の京都市南部クリーンセンター東側の伏見水環境保全センターから東側の一帯に位置した）が宇治川・巨椋池と分離された。堤上は伏見と淀城（江戸期）とを結ぶ道にもなり、江戸時代には京都を通らずに大津と大坂を結ぶ東海道五十七次の一部となった。淀堤は文禄堤とも呼ばれた。淀堤の脇には唐人雁木と呼ばれる桟橋も作られ、訪日した朝鮮通信使等も通行した。
小倉堤の造築と豊後橋の架橋
巨椋池の中を縦断する小倉堤を造り、伏見城下から向島に宇治川を渡る豊後橋（現在の観月橋）を架橋し、堤上を通り伏見と奈良の距離を縮める大和街道を新たに造った。小倉堤は巨椋堤、太閤堤とも呼ばれた。豊後橋は宇治川上流にあった宇治橋を曳いて架けたため、宇治川右岸を通り宇治町を貫いていたそれまでの大和路は断たれることになり、京都と奈良を結ぶ人の流れはおのずと伏見城下を通ることになった。
この3つの堤のほか、大池堤、中池堤がこの時期に築かれ、巨椋池は、大池（おおいけ）、二の丸池（にのまるいけ）、大内池（おおうちいけ）、中内池（なかうちいけ）に分割された。そのため、江戸時代には一般に大池と呼ばれており、巨椋池という名が広く使われるようになったのは近代に入ってからである。

### 明治から干拓まで

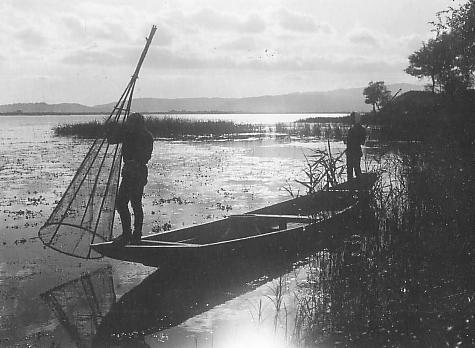
昭和初期の巨椋池

1868年（明治元年）に木津川の堤防が決壊したことで、京都府は淀藩との共同事業によって木津川の宇治川との合流点を下流側に付け替えた。これは木津川から巨椋池に向けての洪水時の逆流を少なくすることになった。
しかし、それからも洪水の被害がたびたび起こったことから、淀川改良工事の一環として宇治川の付け替えが行われ、1910年（明治43年）に完成した。この工事によって巨椋池（大池）は、淀・一口（いもあらい）間の水路で宇治川とつながるのみとなった。このため、周辺から流入する生活排水や農業排水の排出が滞ることになり、水質悪化により漁獲量が減少したり、マラリア蚊が発生したりする問題が生じた。そして春から夏にかけて蚊が大量発生し、付近住民は蚊燻を焚かなければ夕食の箸を取ることさえできなかった。 
このような状況の中での地元の働きかけもあり、国の食糧増産事業として国営第1号の干拓事業が実施されることになった。

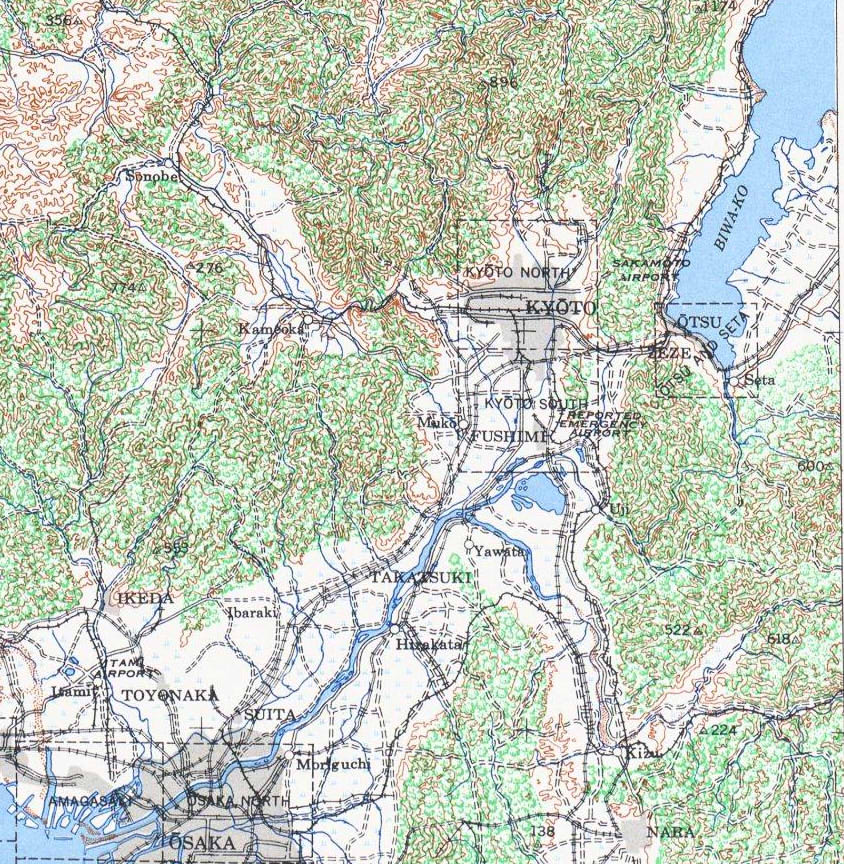
1945年に発行された米軍による京都一帯の地図(部分)
日本の戦前の地図から転写したため巨椋池は残っているが既に干拓は完了し実際には池は消滅している

巨椋池と古墳群の位置関係

### 干拓以降
干拓事業は、国営・府営・組合営の分担により行われた。
国営干拓事業は1933年（昭和8年）から1941年（昭和16年）にかけて行われ、巨椋池は干拓され、農地になった。干拓後の農地における用水利用を考慮し、池の底部を小倉堤や池に点在した島で埋めた程度で、ほとんどがポンプを用いた排水によって干拓された。
なお、干拓前の巨椋池は東西4キロメートル、南北3キロメートル、周囲約16キロメートル、水域面積約8平方キロメートル（約800ヘクタール）、平均水深は90センチメートルであった。当時京都府で最大の面積を持つ淡水湖であった。
干拓によって、634ヘクタールの干拓田ができ、あわせて周辺の1,260ヘクタールの既存耕地の改良が行われた。干拓地の農地は近鉄京都線（当時は奈良電気鉄道）を基準として区割りされたことから、周囲の条里制の区割りとは異なっている。
1953年の昭和28年台風第13号の大洪水で宇治川の堤防が決壊した。これにより干拓前の巨椋池全域を含む2,880ヘクタールが浸水し、干拓地に巨椋池が「復活」する災害が起こった。これを契機に天ヶ瀬ダムが造られ、1964年（昭和39年）に完成した。

## 巨椋池干拓前の概況

### 自然環境
巨椋池は多様な動植物の生息地として、豊かな環境を育み多くの人に恩恵を与えてきた。
鳥類では鴨の群れが多く、狩猟場として利用されてきた。
生息する魚類は漁業に恵みをもたらした。
沿岸のヨシ（アシ）は、京都御所の屋根や簾として用いられ、また周辺地域特産の茶（宇治茶）で碾茶や玉露を作るための覆いとして用いられた。
ハス（蓮）、ヒシ、マコモなどが自生し、その採取と加工が周辺住民の副収入になっていた。
また、巨椋池といえば蓮といわれるほど古来から蓮見が行われた。
池には食虫植物のムジナモが自生し、1921年（大正10年）に「巨椋池むじなも産地」として天然記念物に指定された。しかし、干拓に伴い1940年（昭和15年）に指定は取り消された。1970年代に種指定の天然記念物となったアユモドキやイタセンパラも生息した。
巨椋池にちなむ名前を持つ植物としては、オオトリゲモ（学名：Najas oguraensis）、オグラコウホネ、オグラノフサモがある。

### 産業
巨椋池においては内水面漁業、沿岸では水田耕作等の農業が営まれた。
巨椋池の漁業は、東一口村（現・久御山町）、弾正町（現・京都市伏見区）、小倉村（現・宇治市）の3地域が、池の沿岸を除いて独占的な漁業の権利を有した。この権利は干拓まで続いた。漁業では、魞漁（えり漁、魚を誘い込んで逃げ場をなくして捕獲する漁法）をはじめとして浸木漁、網漁などさまざまな漁法が用いられた。
巨椋池は、その周辺の洪水調整機能を引き受けたため、洪水時には湖岸約数千ヘクタールが長期に渡り浸水した。そのため、農業は3年に一度を平作とするほど洪水に左右されるものだった。
漁業と農業は、水が多い時は漁業に都合がよいが田の水が長く引かず米の生産が悪く、逆に水が少なく米の生産が良好なときは漁が悪いという相克の関係にあった。

## 文学の中の巨椋池
巨椋池は古くから景勝地として文人墨客に愛された。
古くは『万葉集』に「柿本朝臣人麻呂之歌集所出」の雑歌として「巨椋の 入江響むなり 射目人の　伏見が田居に 雁渡るらし」（おほくらの いりえとよむなり いめひとの　ふしみがたゐに かりわたるらし）と詠まれた歌が収録されている（巻9, 1699）。これが「巨椋」の名の初見で、上代には巨椋の入り江（おおくらの いりえ）と呼ばれていたことが窺える。「射目」は雁を猟る際に猟師が身を隠した遮蔽物のことで、これが「伏見」の語源とも考えられている。
和辻哲郎の『巨椋池の蓮』という手記は、1926年（大正15年）の夏に巨椋池で蓮見船に乗った思い出をつづったもので、当時の観蓮の情景を描いており、1950年（昭和25年）に発表された。この観蓮記が発端となり、往時の種子などをもとに自宅で蓮を育ててきた篤志者により、現在も巨椋池花蓮品種の保存や観蓮会が行われている。

## 現在の巨椋池
干拓地は、京都・大阪に近接した一大農業地帯として、米や野菜が生産されている。
干拓地や宇治川河川敷は渡り鳥の飛来地となっている。また干拓地の北側にある宇治川堤外地の源内は、西日本では有数のヨシ群落で、植生の面でも貴重である。ここは日本有数のツバメのねぐらといわれ、8月から9月に掛けての最盛期には、数万羽のツバメを見ることができる。
京都競馬場の馬場の中央にある池は、かつての巨椋池の名残りを残した池だと考えられてきた。1999年（平成11年）に、京都府によって池中の生物の生態調査が実施されている。
南北方向には、従来の国道1号や国道24号に加えて第二京阪道路、東西方向には京滋バイパスが通っており、久御山ジャンクションでつながり、現代的な自動車交通の要衝となっている。巨椋池干拓地内に位置する第二京阪道路の本線料金所には「巨椋池本線料金所」、インターチェンジには、「巨椋池インターチェンジ」が、京滋バイパスには「巨椋インターチェンジ」という名称が付けられている。
また北陸新幹線の車両基地も計画され、洪水浸水想定が水深4 - 8mであることから5 - 9mの盛土が設定されている。

## 参考資料
- 佐和隆研、奈良本辰也、吉田光邦他 編『京都大事典』淡交社、1984年。ISBN 4-473-00885-1。
- 『巨椋池干拓誌』巨椋池土地改良区、1981年（追補再版）
- 『巨椋池』宇治市歴史資料館、宇治市教育委員会、1991年
- 『巨椋池ものがたり』巨椋池ものがたり編さん委員会、久御山町教育委員会、2003年
- 『巨椋池干拓六十年史』巨椋池土地改良区、2001年
- 内務省衛生局保健衛生調査室 編『各地方ニ於ケル「マラリア」ニ関スル概況』1919年。（国立国会図書館のサイトの『近代デジタルライブラリー』で閲覧可能）